# Mañana es domingo
Mañana es domingo es una película argentina en blanco y negro dirigida por José Agustín Ferreyra sobre su propio guion que se estrenó el 8 de noviembre de 1934 y que tuvo como protagonistas a José Gola, Maruja Gil Quesada, Miguel Gómez Bao y Héctor Calcaño.

## Sinopsis
Un hombre es acusado de robar en un comercio cuando el verdadero autor es el hermano de su novia.

## Reparto
- José Gola ... Julio
- Maruja Gil Quesada ... Amelia
- Miguel Gómez Bao ... Peringo
- Héctor Calcaño ... Gerente
- Roberto Salinas ... Roberto
- Sara Prósperi ... Alicia
- Margarita Burke ... Madre
- Anita Jordán ... Tita
- José Mazzili ... Jefe de oficina
- Raulito ... Jefe de la pandilla